# Embraer 135
Embraer ERJ-135 – brazylijski samolot pasażerski o wąskim kadłubie, zaprojektowany i produkowany przez firmę Embraer. Jest on najmniejszym członkiem rodziny odrzutowców regionalnych Embraer Regional Jet (ERJ), obejmującej również modele ERJ-145 oraz ERJ-140. Model ERJ-135 został zaprojektowany z myślą o przewożeniach pasażerów na trasach regionalnych i krótkodystansowych.

## Historia powstania
Model ERJ-135, będący skróconą wersją ERJ-145, został zaprezentowany w 1997 roku, a pierwszy lot odbył się 4 lipca 1998 roku. Certyfikacja samolotu przez brazylijski organ lotnictwa cywilnego ANAC oraz amerykańską Federal Aviation Administration (FAA) zakończyła się w 1999 roku, co pozwoliło na wprowadzenie go do użytku komercyjnego.

## Konstrukcja
Embraer ERJ-135 to samolot dwusilnikowy, napędzany silnikami turboodrzutowymi Rolls-Royce AE 3007A1/3. Konstrukcja oparta jest na rozwiązaniach zastosowanych w modelu ERJ-145, jednak kadłub ERJ-135 jest skrócony o 3,5 metra, co pozwala na przewóz maksymalnie 37 pasażerów w typowej konfiguracji. Samolot posiada układ foteli 1+2, co zapewnia stosunkowo wysoki poziom komfortu dla podróżnych.
Kadłub wykonano z lekkich stopów aluminium, co redukuje masę samolotu i poprawia jego efektywność paliwową. Skrzydła, wyposażone w lotki i klapy, zostały zaprojektowane w taki sposób, aby zapewnić optymalną aerodynamikę podczas lotu na niskich i średnich wysokościach.

## Użytkowanie komercyjne
ERJ-135 zyskał popularność wśród przewoźników regionalnych dzięki swoim niewielkim rozmiarom, niskiemu zużyciu paliwa i stosunkowo niskim kosztom eksploatacji. Samolot został zamówiony przez linie lotnicze na całym świecie, w tym w Ameryce Północnej, Europie i Afryce. Popularnymi użytkownikami były takie linie jak American Eagle, HOP!, ExpressJet Airlines oraz South African Airlink.
Samolot wykorzystywany jest również przez operatorów czarterowych oraz w lotach biznesowych. W tej ostatniej roli ERJ-135 bywa konwertowany na wersję "Legacy 600" lub "Legacy 650", które są luksusowymi samolotami biznesowymi z przestronnym wnętrzem oraz dodatkowymi udogodnieniami, takimi jak kabiny konferencyjne i rozbudowane systemy rozrywkowe.

## Wypadki i incydenty
Embraer ERJ-135, jak większość nowoczesnych samolotów, charakteryzuje się wysokim poziomem bezpieczeństwa. Jednak w trakcie jego eksploatacji miały miejsce nieliczne incydenty i wypadki, które były głównie wynikiem błędów ludzkich, niesprzyjających warunków atmosferycznych lub problemów technicznych niezwiązanych z konstrukcją samolotu.
- Incydent z 2001 roku: Samolot Embraer EMB-135LR, oznaczony jako N735TS, obsługiwany przez American Eagle lot 9766, został poważnie uszkodzony podczas procedury wypychania (pushback) na lotnisku Cleveland-Hopkins (CLE), Ohio. Trzej członkowie załogi nie odnieśli obrażeń, a na pokładzie nie było pasażerów. Po rozpoczęciu manewru wypychania doszło do załamania przedniego podwozia[6].
- Wypadek w 2007 roku: Lot American Eagle 4539 początkowo wylądował z podwoziem schowanym na pasie 22L lotniska w Bostonie (BOS). Załoga otrzymała wcześniej sygnał, że podwozie jest wysunięte, jednak tuż przed przyziemieniem zauważyła niezgodność dźwigni podwozia. Wykonano procedurę odejścia na drugi krąg, a podwozie zostało opuszczone mechanicznie i potwierdzono jego wysunięcie wizualnie. Klapy nie mogły się rozłożyć z powodu uszkodzeń powstałych podczas kontaktu z pasem, jednak załoga bezpiecznie wylądowała[7].
- Wypadek w 2014 roku: Embraer ERJ-135 (N299SK) doznał poważnych uszkodzeń w wyniku zderzenia z ptakiem podczas podejścia do lądowania na lotnisku Traverse City (TVC). Nikt z pasażerów i załogi nie ucierpiał. Ptak uderzył tuż poniżej szyby drugiego pilota, przebijając kadłub i uszkadzając konstrukcję wewnętrzną. Samolot bezpiecznie wylądował i dotarł do bramki[8].

## Wojskowe zastosowanie
Oprócz użytkowania komercyjnego, Embraer ERJ-135 znalazł zastosowanie w siłach zbrojnych i instytucjach rządowych. Wersje wojskowe, takie jak EMB-135BJ (odpowiednik Legacy 600) lub EMB-135LR, wykorzystywane są do przewozu VIP-ów, personelu wojskowego oraz w misjach zwiadowczych. Przykładem jest brazylijskie lotnictwo wojskowe, które używa ERJ-135 jako samolotu transportowego dla kluczowych osobistości.

## Eksploatacja
Od momentu wejścia do eksploatacji w 1999 roku wyprodukowano ponad 437 egzemplarzy ERJ-135. Choć produkcja tego modelu zakończyła się w 2013 roku, wiele samolotów wciąż pozostaje w aktywnej eksploatacji, szczególnie w roli samolotów biznesowych i czarterowych. Niewielkie rozmiary i możliwość operowania z krótkich pasów startowych sprawiają, że jest to maszyna ceniona przez operatorów operujących na trudno dostępnych lotniskach.